# Хабнир
Хабнир (исл. Hafnir) — деревня на юго-западе Исландии, до 11 июня 1994 года — община. Название буквально переводится как «порты». Населённый пункт расположен на полуострове Рейкьянес, на южном побережье бухты Оусар. Отдельная община в прошлом, Хабнир в настоящий момент входит в состав муниципалитета Рейкьянесбайр. Расстояние от столицы Исландии, Рейкьявика — около 50 километров.

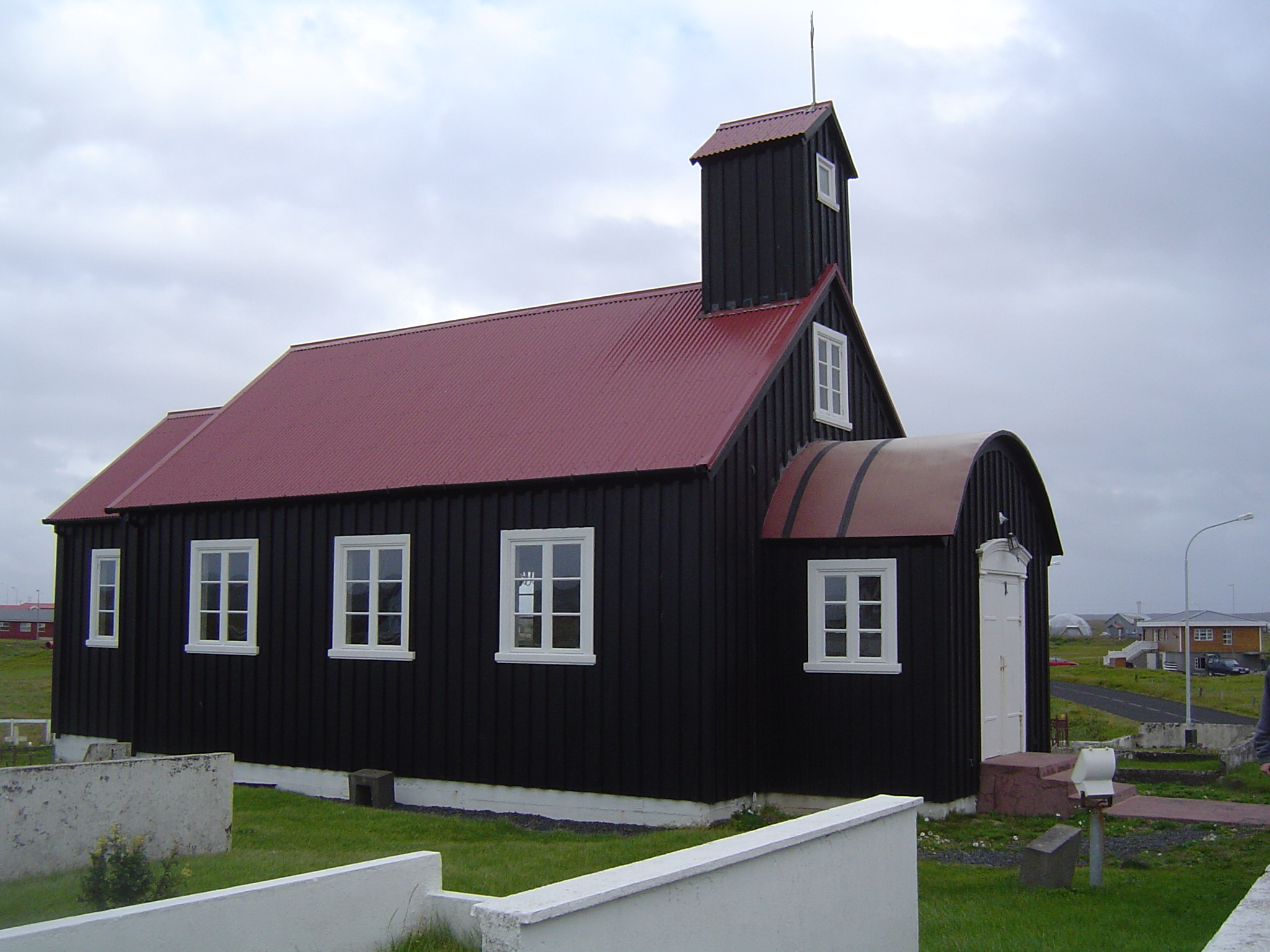
Церковь Киркьювохскиркья

Население Хабнира составляет 109 человек по состоянию на 2011 год. Количество жителей с каждым годом неуклонно падает; это связано с активной урбанизацией, происходящей в общине, к которой принадлежит деревня.
Археологические раскопки, проводившиеся в Хабнире, указывают на первое поселение на этой территории, датируемое ещё девятым веком. Ранее Хабнир был крупным портовым городом, на что указывает его название.
Из местных достопримечательностей стоит отметить морской аквариум и деревянную церковь девятнадцатого века. В пяти километрах к югу расположена скала Хабнарберг.